# Колесников, Виктор Вениаминович
Виктор Вениаминович Колесников (5 сентября 1955 года, Иваново — 1 июня 2015 года, там же) — советский и российский футболист, защитник.

## Биография
Футболом начал заниматься в ДЮСШ № 4 гороно (Иваново). В 1974 году дебютировал в первой советской лиге за местный «Текстильщик». В 1979 году ивановский тренер Юрий Забродин пригласил к себе Колесникова в «Кузбасс». За него защитник провел 41 игру, а в розыгрыше Кубка СССР получил возможность сыграть против московского «Торпедо». В 1982 году, после двух лет в хабаровском СКА, футболист вернулся в родной «Текстильщик». До 40 лет защитник продолжал выступать в первенстве КФК за шуйский «Аквариус». Всего за команды мастеров он провел 317 игр, из которых 116 — в первом советском дивизионе и 201 — во втором.
После завершения карьеры Колесников несколько лет на общественных началах работал детским тренером на ивановском стадионе «Буревестник». Помимо этого, он обслуживал матчи городского первенства по футболу и играл за команду ветеранов «Текстильщика». В последние годы бывший игрок трудился токарем на заводе расточных станков и работал в охранном агентстве на предприятии «Водоканал».
Скончался 1 июня 2015 года в Иванове на 60-м году жизни.

## Достижения
- Финалист Кубка РСФСР: 1984.